# Закаміння
Закаміння — колишній населений пункт Світловодського (тоді Георгіївського) району Кіровоградської області.

## Стислі відомості
В часі Голодомору 1932—1933 років нелюдською смертю померло не менше 53 людей.
Було приєднане до села Григорівка Світловодського району. В 1960-х роках ліквідоване при будівництві водосховища Кременчуцької ГЕС.
На честь села в Світловодську названа вулиця Закамінна (2016).